# 12982 Kaseybond
12982 Kaseybond este o planetă minoră (asteroid) din centura de asteroizi. A fost descoperită pe 25 iunie 1979 la Observatorul Siding Spring de Eleanor F. Helin. 
Obiectul prezintă o orbită caracterizată de o semiaxă mare de 2,3873199 UAi, o excentricitate de 0,01, o înclinație de 6,47305 ° în raport cu ecliptica.